# Ronald DeVore

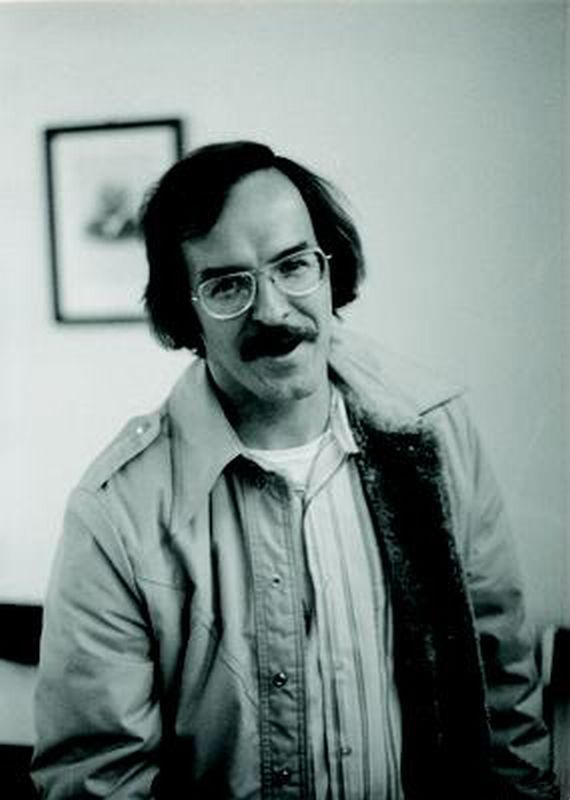
Ronald DeVore, Erlangen (1975)

Ronald Alvin DeVore (* 14. Mai 1941 in Detroit) ist ein US-amerikanischer Mathematiker, der sich mit Numerischer Mathematik beschäftigt.
De Vore studierte an der Eastern Michigan University (Bachelorabschluss 1964) und promovierte 1967 an der Ohio State University. Ab 1968 war er Assistant Professor an der Oakland University, wo er 1970 Associate Professor und 1974 Professor wurde. Ab 1977 ist er Professor an der University of South Carolina, ab 1986 als Robert L. Sumwalt Professor. 1999 bis 2005 war er dort Direktor des Industrial Mathematics Institute, das er gründete. 2005 emeritierte er. Seit 2008 ist er Walter E. Koss Professor an der Texas A&M University. Er war unter anderem Gastprofessor an der Universität Paris VI, der University of Wisconsin, der Universität Bonn, der Universität Erlangen-Nürnberg (1975/76), der RWTH Aachen (2002), der Scuola Normale Superiore in Pisa (1984), der Princeton University, am Courant Institute of Mathematical Sciences of New York University (2006/07).
De Vore beschäftigte sich mit vielen Gebieten der Angewandten Mathematik wie der Numerik partieller Differentialgleichungen, Lernalgorithmen, Approximation von Funktionen, Wavelet-Transformationen, Statistik.
2006 hielt er einen Plenarvortrag auf dem ICM (Optimal Computation).
2004 wurde er Ehrendoktor der RWTH Aachen. 2002 erhielt er den Humboldt-Forschungspreis und 1975/76 war er Alexander von Humboldt Fellow. Seit 2001 ist er Mitglied der American Academy of Arts and Sciences, seit 2017 der National Academy of Sciences. 2009 erhielt er den Chair of Excellence der Science of Mathematics Foundation of Paris. Seit 2007 ist er Mitglied der Bulgarischen Akademie der Wissenschaften und 2001 erhielt er die bulgarische Goldmedaille für Wissenschaften. 2007 erhielt er den SPIE Wavelet Pioneer Award. Er ist Fellow der American Mathematical Society.

## Schriften
- Approximation of continuous functions by positive linear operators, Springer, Lecturenotes in Mathematics, Bd. 293, 1972
- mit G. G. Lorentz: Constructive Approximation, Springer, Grundlehren der Mathematischen Wissenschaften, 1993
- mit R. Sharpley: Maximal Functions Measuring Smoothness, Memoirs of AMS, Bd. 293, 1984
- mit Arieh Iserles, Endre Suli (Herausgeber): Foundations of computational Mathematics, London Mathematical Society Lecturenote Series, Cambridge University Press 2001
- mit Angela Kunoth (Herausgeber): Multiscale, nonlinear and adaptive approximation, Springer 2009